# 阿雷塞
阿雷塞（義大利語：Arese），是意大利米兰省的一个市镇。总面积6.52平方公里，人口19496人，人口密度2990.2人/平方公里（2009年）。国家统计（ISTAT）代码为015009。